# The Sea Hawk
The Sea Hawk (dt. unter den Titeln Der Seefalke oder Der Seehabicht) ist ein Roman des in Italien geborenen englischen Schriftstellers Rafael Sabatini, der erstmals 1915 veröffentlicht wurde. Der Roman spielt in den Jahren 1588–1593. Er handelt von einem pensionierten kornischen Seefahrer, Sir Oliver Tressilian, der von seinem eifersüchtigen Halbbruder auf schändliche Weise verraten wird. Nachdem er gezwungen wurde, als Sklave auf einer Galeere zu dienen, wird Sir Oliver von Barbaresken-Piraten befreit. Er schließt sich den Piraten an, gibt sich den Namen "Sakr-el-Bahr" (der Falke des Meeres) und schwört Rache an seinem Bruder.
Im Jahr 1924 wurde der Roman von Regisseur Frank Lloyd in Hollywood verfilmt, und 1940 kam der Film "The Sea Hawk" (mit der Musik von Erich Wolfgang Korngold) in die Kinos, dessen Handlung allerdings nur sehr entfernt mit dem Roman zu tun hat.